# Haruka Miyashita
Haruka Miyashita (1 de setembro de 1994) é uma voleibolista profissional japonesa. 

## Carreira
Haruka Miyashita representou a Seleção Japonesa de Voleibol Feminino nos Jogos Olímpicos de Verão no Rio de Janeiro, que foi quinta colocada.